# Marvel Cinematic Universe

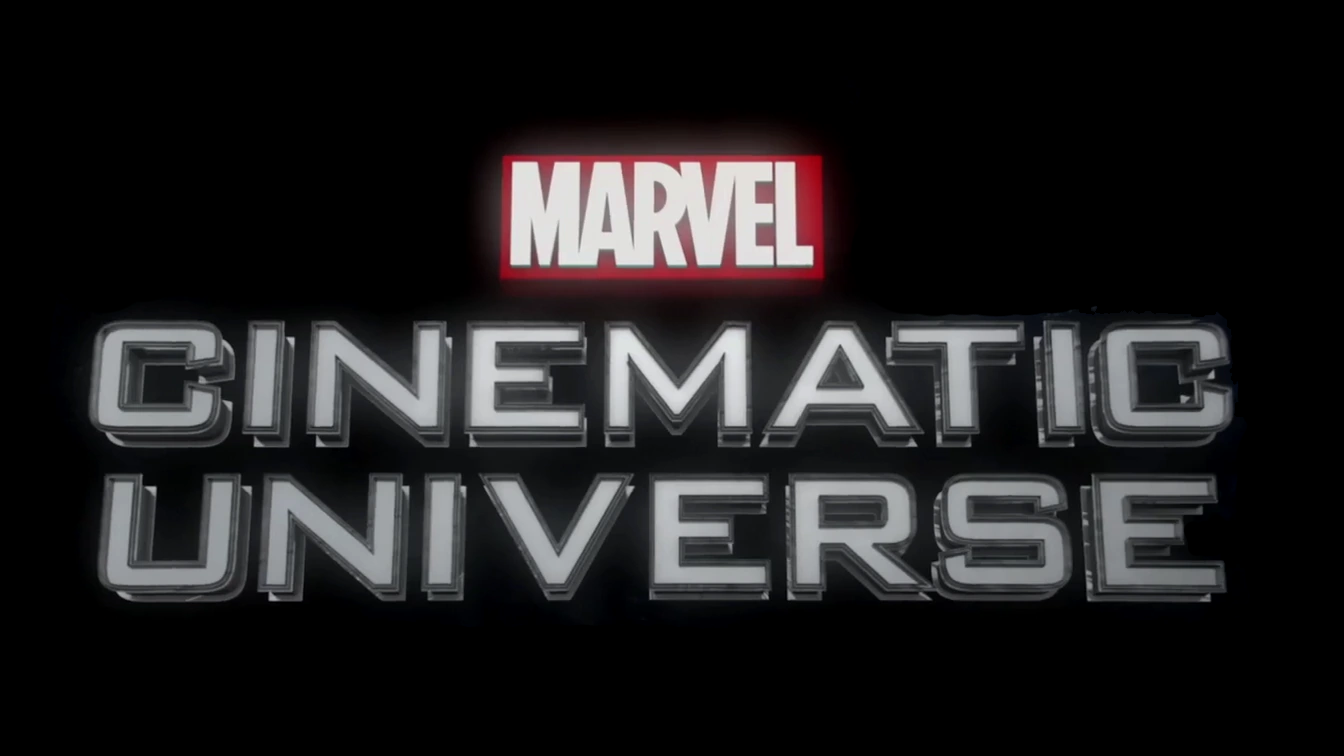
Logo des Marvel Cinematic Universe

Das Marvel Cinematic Universe (MCU) ist ein Franchise und gemeinsames Universum, in dem eine Reihe von Superheldenfilmen spielt, die von den Marvel Studios eigenständig produziert wurden und auf Figuren der Marvel Comics basieren, aber gleichzeitig vom Comicuniversum unabhängig sind. Das Franchise zieht sich über die eigentlichen Spielfilme hinaus, es enthält auch Kurzfilme, Tie-in-Comic-Bücher, Fernsehserien und Webserien. Zudem werden Compilation-Alben mit der in den Filmen und Serien enthaltenen Musik veröffentlicht. Wie das ursprüngliche Marvel-Comicuniversum verbinden auch die Veröffentlichungen des MCU grundlegende Handlungselemente, Handlungsschauplätze, die Besetzung und die Figuren untereinander.
Unterteilt ist das Universum in bislang fünf Phasen. Der erste Film im MCU war Iron Man (2008), mit dem die erste Phase begann. Abgeschlossen wurde diese 2012 mit Marvel’s The Avengers, ehe mit Iron Man 3 (2013) die zweite Phase begann. Diese umfasst sechs Filme und wurde im Juli 2015 mit Ant-Man abgeschlossen. 2016 begann mit The First Avenger: Civil War die dritte Phase, die insgesamt elf Filme umfasst und 2019 mit Spider-Man: Far From Home endete. Phase vier wurde im Jahr 2021 durch die Disney+-Serie WandaVision eingeläutet und endete 2022 mit Black Panther: Wakanda Forever. Phase fünf startete 2023 mit Ant-Man and the Wasp: Quantumania und wurde 2025 durch Thunderbolts* beendet, Phase sechs soll 2025 mit der Re-Integration der Fantastic Four in das MCU beginnen.
Die Filme im MCU erhielten überwiegend positive Kritiken und waren an den Kinokassen weltweit erfolgreich. Das Franchise ist mit einem Gesamteinspielergebnis von fast 31,9 Milliarden US-Dollar (Stand: 9. Juni 2025) deutlich und mit übergroßem Abstand die erfolgreichste Filmreihe der Kinogeschichte.

## Entstehung

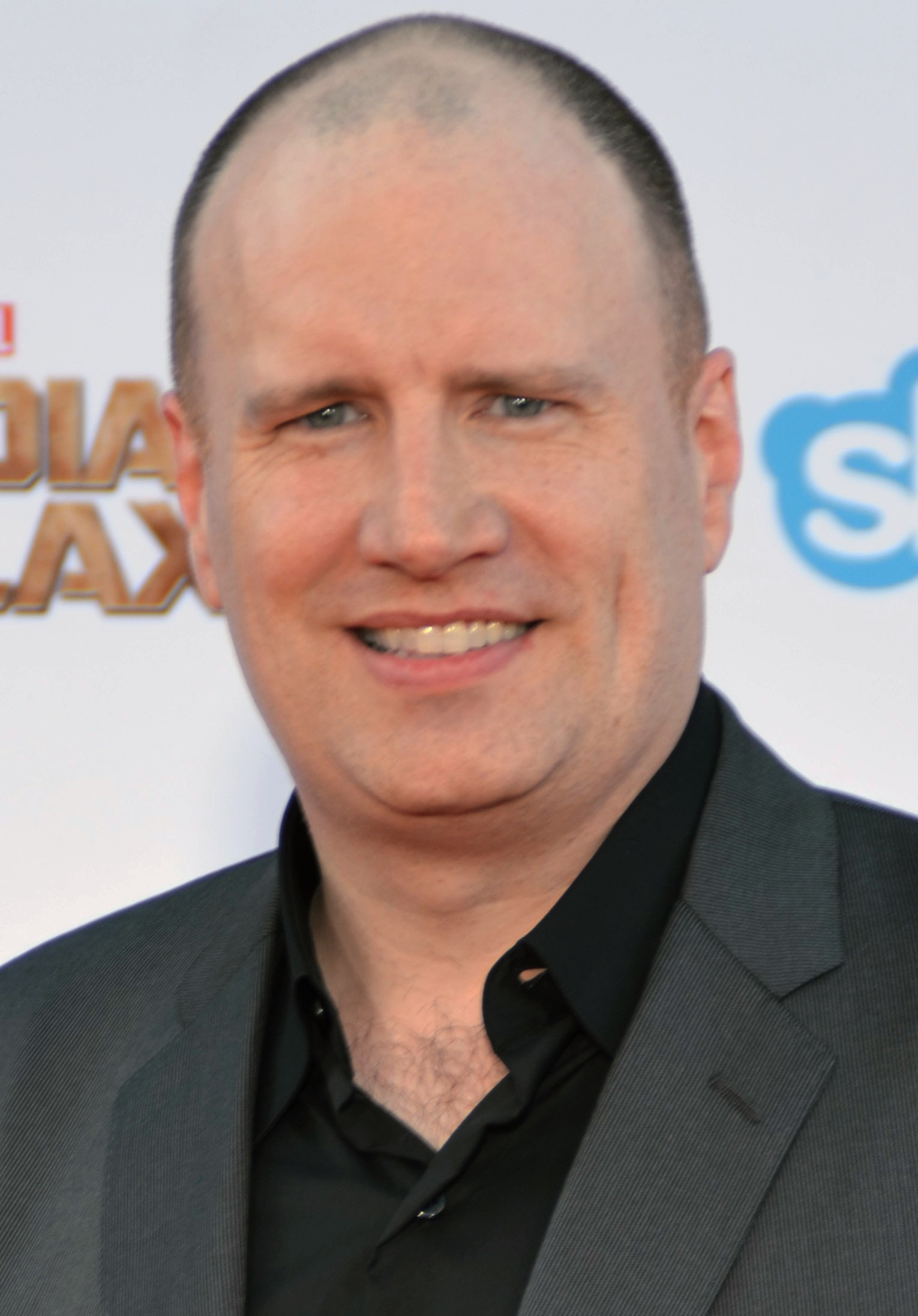
Kevin Feige, Präsident von Marvel Studios

Über die Jahrzehnte hinweg hatte Marvel die Filmrechte seiner Comichelden an unterschiedliche Hollywood-Studios vergeben. Wie bei Comic- oder Buchverfilmungen üblich, hatte der Verlag lediglich Lizenzeinnahmen für diese Filme erhalten. Solange die Filme mittelmäßigen Erfolg an den Kinokassen hatten, war daran aus Sicht von Marvel nichts zu bemängeln. Jedoch waren in den 1990ern einige Filmprojekte gescheitert, so wanderten Konzepte für Thor, Captain America und Iron Man etwa von Studio zu Studio weiter. Nach dem großen Erfolg von 20th Century Fox’ X-Men-Filmreihe (ab 2000) und Sonys Spider-Man (2002) beschloss Marvel eine neue Strategie für zukünftige Comicverfilmungen. Der Verlag wollte in Zukunft selbst Kinofilme produzieren. So könne man die kreative Kontrolle behalten und gleichzeitig den gesamten Profit für sich einnehmen. Denn an den neuen „Hitfilmen“ hatte man wenig verdient. Wie Lehman Brothers ausrechnete, erhielt Marvel 62 Millionen Dollar vom 2,5 Milliarden-US-Dollar-Profit der ersten drei Spider-Man-Filme.
Im Frühjahr 2005 kündigte Marvel erstmals an, über sein Tochterunternehmen Marvel Studios selbst Filme produzieren zu wollen. Als Vertriebspartner werde Paramount Pictures fungieren, zur Finanzierung dieses Vorhabens nahm Marvel einen Kredit in Höhe von 525 Millionen US-Dollar bei Merrill Lynch auf. Als erstes Projekt sollte Captain America verwirklicht werden. Zwischen November 2005 und April 2006 fielen auch die Rechte an Iron Man, Hulk und Thor an Marvel zurück. Im April 2006 wurde zudem Ant-Man als geplante Produktion bestätigt. Aus diesem Grund wurden einige ursprünglich angekündigte, weniger bekannte Projekte (Shang-Chi, Power Pack) vorerst nicht weiter verfolgt. Zudem fokussierte man die Bemühungen auf die ursprünglichen Avengers-Mitglieder und stellte erstmals die Idee eines gemeinsamen Filmuniversums in den Raum. Zunächst sollten Solofilme der Helden veröffentlicht werden, um diese schlussendlich in einem Crossover zusammenzubringen.

## Filmreihe
Bisher sind 37 Filme der Reihe erschienen. Außerdem wurden auch einige Comics zum Film-Universum veröffentlicht, die die Handlung von anderen Figuren, z. B. der Black Widow, neben den Filmen zeigen und ebenfalls als fester Bestandteil des Marvel Cinematic Universe gelten. Das Film-Universum wird zudem in Phasen aufgeteilt, bei dem die erste Phase aus Iron Man, Der unglaubliche Hulk, Iron Man 2, Thor, Captain America: The First Avenger und Marvel’s The Avengers besteht. Sie wird besonders von der Vorstellung der Helden geprägt und klärt ihre Vorgeschichte und die Bildung der Avengers auf.
Phase zwei besteht aus Iron Man 3, Thor – The Dark Kingdom, The Return of the First Avenger, Guardians of the Galaxy, Avengers: Age of Ultron und Ant-Man. Sie entwickelt die bestehenden Figuren weiter, indem sie beispielsweise verschiedene Probleme im Zusammenhang mit ihren Aktionen aufzeigt, und führt neue ein.
Die dritte Phase begann mit The First Avenger: Civil War und besteht des Weiteren aus Doctor Strange, Guardians of the Galaxy Vol. 2, Spider-Man: Homecoming, Thor: Tag der Entscheidung, Black Panther, Avengers: Infinity War, Ant-Man and the Wasp, Captain Marvel, Avengers: Endgame und Spider-Man: Far From Home. Die ersten 23 Filme bzw. die ersten drei Phasen werden zusammen „The Infinity Saga“ genannt.
In der vierten Phase werden erstmals Serien von Marvel Studios selbst – statt von Marvel Television – produziert, die offiziell Teil dieser Phase sind und Helden der Filmreihe als Protagonisten haben.
| Lfd. Nr.              | Premiere            | Titel                                                                 | Regie                   | Drehbuch                                                                                                |
| „The Infinity Saga“   | „The Infinity Saga“ | „The Infinity Saga“                                                   | „The Infinity Saga“     | „The Infinity Saga“                                                                                     |
| Phase eins            | Phase eins          | Phase eins                                                            | Phase eins              | Phase eins                                                                                              |
| --------------------- | ------------------- | --------------------------------------------------------------------- | ----------------------- | --- |
| 01                    | 14. Apr. 2008       | Iron Man                                                              | Jon Favreau             | Mark Fergus, Hawk Ostby, Art Marcum, Matt Holloway                                                      |
| 02                    | 6. Juni 2008        | Der unglaubliche Hulk (The Incredible Hulk)                           | Louis Leterrier         | Zak Penn                                                                                                |
| 03                    | 26. Apr. 2010       | Iron Man 2                                                            | Jon Favreau             | Justin Theroux                                                                                          |
| 04                    | 17. Apr. 2011       | Thor                                                                  | Kenneth Branagh         | Ashley Miller, Zack Stentz, Don Payne                                                                   |
| 05                    | 19. Juli 2011       | Captain America: The First Avenger                                    | Joe Johnston            | Christopher Markus, Stephen McFeely                                                                     |
| 06                    | 11. Apr. 2012       | Marvel’s The Avengers                                                 | Joss Whedon             | Joss Whedon                                                                                             |
| Phase zwei            |                     |                                                                       |                         | |
| 07                    | 12. Apr. 2013       | Iron Man 3                                                            | Shane Black             | Drew Pearce, Shane Black                                                                                |
| 08                    | 22. Okt. 2013       | Thor – The Dark Kingdom (Thor: The Dark World)                        | Alan Taylor             | Christopher Yost, Christopher Markus, Stephen McFeely                                                   |
| 09                    | 13. März 2014       | The Return of the First Avenger (Captain America: The Winter Soldier) | Anthony und Joe Russo   | Christopher Markus, Stephen McFeely                                                                     |
| 10                    | 21. Juli 2014       | Guardians of the Galaxy                                               | James Gunn              | James Gunn, Nicole Perlman                                                                              |
| 11                    | 13. Apr. 2015       | Avengers: Age of Ultron                                               | Joss Whedon             | Joss Whedon                                                                                             |
| 12                    | 29. Juni 2015       | Ant-Man                                                               | Peyton Reed             | Edgar Wright, Joe Cornish, Adam McKay, Paul Rudd                                                        |
| Phase drei            |                     |                                                                       |                         | |
| 13                    | 12. Apr. 2016       | The First Avenger: Civil War (Captain America: Civil War)             | Anthony und Joe Russo   | Christopher Markus, Stephen McFeely                                                                     |
| 14                    | 13. Okt. 2016       | Doctor Strange                                                        | Scott Derrickson        | Jon Spaihts, Scott Derrickson, C. Robert Cargill                                                        |
| 15                    | 10. Apr. 2017       | Guardians of the Galaxy Vol. 2                                        | James Gunn              | James Gunn                                                                                              |
| 16                    | 28. Juni 2017       | Spider-Man: Homecoming                                                | Jon Watts               | Jonathan Goldstein, John Francis Daley, Jon Watts, Christopher Ford, Chris McKenna, Erik Sommers        |
| 17                    | 10. Okt. 2017       | Thor: Tag der Entscheidung (Thor: Ragnarok)                           | Taika Waititi           | Eric Pearson, Craig Kyle, Christopher Yost                                                              |
| 18                    | 29. Jan. 2018       | Black Panther                                                         | Ryan Coogler            | Joe Robert Cole, Ryan Coogler                                                                           |
| 19                    | 23. Apr. 2018       | Avengers: Infinity War                                                | Anthony und Joe Russo   | Christopher Markus, Stephen McFeely                                                                     |
| 20                    | 25. Juni 2018       | Ant-Man and the Wasp                                                  | Peyton Reed             | Chris McKenna, Erik Sommers, Andrew Barrer, Gabriel Ferrari, Paul Rudd                                  |
| 21                    | 27. Feb. 2019       | Captain Marvel                                                        | Anna Boden & Ryan Fleck | Meg LeFauve, Nicole Perlman, Geneva Robertson-Dworet, Liz Flahive, Carly Mensch, Anna Boden, Ryan Fleck |
| 22                    | 22. Apr. 2019       | Avengers: Endgame                                                     | Anthony und Joe Russo   | Christopher Markus, Stephen McFeely                                                                     |
| 23                    | 26. Juni 2019       | Spider-Man: Far From Home                                             | Jon Watts               | Chris McKenna, Erik Sommers                                                                             |
| „The Multiverse Saga“ |                     |                                                                       |                         | |
| Phase vier            |                     |                                                                       |                         | |
| 24                    | 29. Juni 2021       | Black Widow                                                           | Cate Shortland          | Eric Pearson                                                                                            |
| 25                    | 16. Aug. 2021       | Shang-Chi and the Legend of the Ten Rings                             | Destin Daniel Cretton   | Dave Callaham, Destin Daniel Cretton, Andrew Lanham                                                     |
| 26                    | 18. Okt. 2021       | Eternals                                                              | Chloé Zhao              | Chloé Zhao, Patrick Burleigh, Ryan Firpo, Kaz Firpo                                                     |
| 27                    | 13. Dez. 2021       | Spider-Man: No Way Home                                               | Jon Watts               | Chris McKenna, Erik Sommers                                                                             |
| 28                    | 2. Mai 2022         | Doctor Strange in the Multiverse of Madness                           | Sam Raimi               | Michael Waldron                                                                                         |
| 29                    | 23. Juni 2022       | Thor: Love and Thunder                                                | Taika Waititi           | Taika Waititi, Jennifer Kaytin Robinson                                                                 |
| 30                    | 26. Okt. 2022       | Black Panther: Wakanda Forever                                        | Ryan Coogler            | Ryan Coogler, Joe Robert Cole                                                                           |
| Phase fünf            |                     |                                                                       |                         | |
| 31                    | 6. Feb. 2023        | Ant-Man and the Wasp: Quantumania                                     | Peyton Reed             | Jeff Loveness                                                                                           |
| 32                    | 22. Apr. 2023       | Guardians of the Galaxy Vol. 3                                        | James Gunn              | James Gunn                                                                                              |
| 33                    | 7. Nov. 2023        | The Marvels                                                           | Nia DaCosta             | Nia DaCosta, Megan McDonnell, Elissa Karasik                                                            |
| 34                    | 22. Juli 2024       | Deadpool & Wolverine                                                  | Shawn Levy              | Ryan Reynolds, Rhett Reese, Paul Wernick, Zeb Wells, Shawn Levy                                         |
| 35                    | 11. Feb. 2025       | Captain America: Brave New World                                      | Julius Onah             | Malcolm Spellman, Dalan Musson, Matthew Orton                                                           |
| 36                    | 22. Apr. 2025       | Thunderbolts*                                                         | Jake Schreier           | Eric Pearson, Joanna Calo                                                                               |
| Phase sechs           |                     |                                                                       |                         | |
| 37                    | 21. Juli 2025       | The Fantastic Four: First Steps                                       | Matt Shakman            | Josh Friedman, Jeff Kaplan, Ian Springer, Eric Pearson                                                  |
| 38                    | 31. Juli 2026       | Spider-Man: Brand New Day                                             | Destin Daniel Cretton   | Chris McKenna, Erik Sommers                                                                             |
| 39                    | 18. Dez. 2026       | Avengers: Doomsday                                                    | Anthony und Joe Russo   | Stephen McFeely                                                                                         |
| 41                    | 17. Dez. 2027       | Avengers: Secret Wars                                                 | Anthony und Joe Russo   | Stephen McFeely                                                                                         |
| „Unbekannte Saga“     |                     |                                                                       |                         | |
| Unbekannte Phase      |                     |                                                                       |                         | |
| TBA                   | TBA                 | Shang-Chi 2 (Arbeitstitel)                                            | Destin Daniel Cretton   | Destin Daniel Cretton                                                                                   |
| TBA                   | TBA                 | Armor Wars                                                            |                         | Yassir Lester                                                                                           |
| TBA                   | TBA                 | Unbenannter X-Men-Film                                                | Jake Schreier           | Michael Lesslie                                                                                         |
| TBA                   | TBA                 | Black Panther 3                                                       | Ryan Coogler            | Ryan Coogler                                                                                            |

Neben den bereits feststehenden Terminen sollen weitere Filme im Juli 2027 sowie im Februar, Mai, November und Dezember 2028 erscheinen.

## Special Presentations
| Premiere         | Titel                                       | Regie                 | Drehbuch                            |
| Phase vier       | Phase vier                                  | Phase vier            | Phase vier                          |
| ---------------- | ------------------------------------------- | --------------------- | ----------------------------------- |
| 7. Okt. 2022     | Werewolf by Night                           | Michael Giacchino     | Peter Cameron, Heather Quinn        |
| 25. Nov. 2022    | The Guardians of the Galaxy Holiday Special | James Gunn            | James Gunn                          |
| Unbekannte Phase |                                             |                       |                                     |
| 2026             | Punisher-Special                            | Reinaldo Marcus Green | Reinaldo Marcus Green, Jon Bernthal |

## Kurzfilme
Es wurden von 2011 bis 2014 fünf Kurzfilme, als Marvel One-Shots bekannt, produziert, die zum MCU gehören. Sie wurden mit den Blu-rays einiger Kinofilme veröffentlicht. 2019 wurde ein weiterer Kurzfilm zu Spider-Man: Far From Home angekündigt und beinhaltet Szenen, die ursprünglich für den Film gedacht waren, aber herausgeschnitten wurden. Für kurze Zeit war der Kurzfilm im Extended Cut des Spider-Man-Filmes in den US-Kinos zu sehen. Am 21. Januar 2022 wurden acht Kurzfilme mit deutscher Synchronisation, mit Ausnahme von Der Mandarin, auf der Streaming-Plattform Disney+ veröffentlicht. Dabei wurden auch drei weitere Kurzfilme mit veröffentlicht, die somit nun auch als Marvel One-Shots gelten.
| Premiere                      | Titel | Regie            | Drehbuch                    |
| One-Shots                     | One-Shots | One-Shots        | One-Shots                   |
| ----------------------------- | --- | ---------------- | --------------------------- |
| 13. Sep. 2011                 | Marvel Einstellung: Der Berater (Marvel One-Shot: The Consultant)                                                                            | Leythum          | Eric Pearson                |
| 25. Okt. 2011                 | Marvel Einstellung: Etwas Lustiges geschah auf dem Weg zu Thors Hammer (Marvel One-Shot: A Funny Thing Happened on the Way to Thor’s Hammer) | Leythum          | Eric Pearson                |
| 12. Juli 2012 1 28. Aug. 2012 | Marvel One Shot: Objekt 47 (Marvel One-Shot: Item 47)                                                                                        | Louis D’Esposito | Eric Pearson                |
| 19. Juli 2013 2 4. Sep. 2013  | Marvel One-Shot: Agent Carter | Louis D’Esposito | Eric Pearson                |
| 4. Feb. 2014                  | Marvel One-Shot: Der Mandarin (Marvel One-Shot: All Hail the King)                                                                           | Drew Pearce      | Drew Pearce                 |
| 23. Juli 2016 3 28. Aug. 2016 | Team Thor: Teil 1 (Team Thor) | Taika Waititi    | Taika Waititi               |
| 28. Feb. 2017                 | Team Thor: Teil 2 (Team Thor: Part 2) | Taika Waititi    | Taika Waititi               |
| 20. Feb. 2018                 | Team Darryl | Taika Waititi    | Taika Waititi               |
| 17. Sep. 2019                 | Peters To-Do-Liste (Peter’s To-Do List) | Jon Watts        | Chris McKenna, Erik Sommers |

## Serien

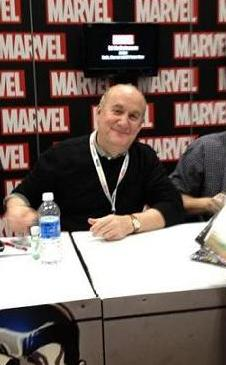
Jeph Loeb, Präsident von Marvel Television

Alle Serien aus dem MCU wurden viele Jahre, zum Teil in Zusammenarbeit mit weiteren Produktionsunternehmen, nur von Marvel Television produziert, bis 2018 angekündigt wurde, dass Marvel Studios neue Serien selbst für den eigenen Anbieter Disney+ produzieren werde. Im August 2019 kündigte Jeph Loeb an, dass zukünftig auch von Marvel Television produzierte Serien auf Disney+ erscheinen sollen.
Im August 2021 wurde Brad Winderbaum innerhalb Marvel Studios zum Leiter für Streaming, Fernsehen und Animation ernannt.

### Marvel Television
Von 2013 bis 2020 wurde beim US-Sender ABC unter dem Titel Marvel’s Agents of S.H.I.E.L.D. eine im gleichen fiktiven Universum angesiedelte Fernsehserie über die Organisation S.H.I.E.L.D. produziert. Die erste Staffel spielt dabei nach Marvel’s The Avengers und parallel zu den Ereignissen in Phase zwei. In der zweiten Staffel, welche von September 2014 bis Mai 2015 ausgestrahlt wurde, geht es um den Wiederaufbau von S.H.I.E.L.D., wobei auch Bezug auf die Ereignisse in Avengers: Age of Ultron genommen wird. Nebenbei werden die Inhumans im Universum etabliert. Mit dem Ende der siebten Staffel wurde die Serie 2020 eingestellt. Im Januar 2015 begann bei ABC die Ausstrahlung von Marvel’s Agent Carter, die im März 2016 ihr Serienfinale hatte. Sie spielt ein Jahr nach den Ereignissen von Captain America: The First Avenger und handelt von den Anfängen von S.H.I.E.L.D. nach dem Zweiten Weltkrieg. Von September bis November 2017 wurde auf ABC die Serie Marvel’s Inhumans ausgestrahlt, sie wurde allerdings wegen schlechter Kritiken und Einschaltquoten nach nur einer Staffel wieder abgesetzt.
Außerdem wurden vom Video-on-Demand-Anbieter Netflix insgesamt sechs Serien produziert, von denen die ersten vier die Helden Daredevil, Jessica Jones, Luke Cage und Iron Fist beinhalten, die gemeinsamen auf die Serie Marvel’s The Defenders zulaufen, wo sie dann als gemeinsames Team agieren. Die erste Staffel von Marvel’s Daredevil wurde im April 2015 und die zweite Staffel im März 2016 veröffentlicht. Im November 2015 folgte die erste Staffel von Marvel’s Jessica Jones, im September 2016 die erste Staffel von Marvel’s Luke Cage. Im Juli 2016 kündigte Netflix mit Marvel’s The Punisher eine sechste eigenständige Miniserie um den Selbstjustiz verübenden Frank Castle an. Jon Bernthal übernahm wie schon in der zweiten Staffel von Marvel’s Daredevil die Hauptrolle der Titelfigur. Im März 2017 lief Marvel’s Iron Fist, im August 2017 Marvel’s The Defenders und im November 2017 Marvel’s The Punisher an. Anfang 2018 verkündete Marvel, dass es keine neuen durch Netflix produzierten Serien geben werde, diese werden künftig in Eigenproduktionen von Disney über einen hauseigenen Streaming-Dienst Disney+ veröffentlicht. Im Juni 2019 wurde schließlich die letzte Serie eingestellt.
Auf Hulu lief von November 2017 bis Dezember 2019 die Serie Marvel’s Runaways. Im Oktober 2020 erschien Helstrom über Daimon und Ana Helstrom, die Kinder eines Serienmörders.
Von Juni 2018 bis Mai 2019 strahlte Freeform die Serie Marvel’s Cloak & Dagger aus, die ab der im Dezember 2019 anlaufenden dritten Staffel zu einem Crossover mit der Hulu-Serie Marvel’s Runaways führte.
| Serie                           | Staffel | Episoden | Premiere                                | Finale        | Sender   | Showrunner                                     |
| ------------------------------- | ------- | -------- | --------------------------------------- | ------------- | -------- | ---------------------------------------------- |
| Marvel Heroes                   |         |          |                                         |               |          |                                                |
| Marvel’s Agents of S.H.I.E.L.D. | 1       | 22       | 24. Sep. 2013                           | 13. Mai 2014  | ABC      | Jed Whedon, Maurissa Tancharoen & Jeffrey Bell |
| Marvel’s Agents of S.H.I.E.L.D. | 2       | 22       | 23. Sep. 2014                           | 12. Mai 2015  | ABC      | Jed Whedon, Maurissa Tancharoen & Jeffrey Bell |
| Marvel’s Agents of S.H.I.E.L.D. | 3       | 22       | 29. Sep. 2015                           | 17. Mai 2016  | ABC      | Jed Whedon, Maurissa Tancharoen & Jeffrey Bell |
| Marvel’s Agents of S.H.I.E.L.D. | 4       | 22       | 20. Sep. 2016                           | 16. Mai 2017  | ABC      | Jed Whedon, Maurissa Tancharoen & Jeffrey Bell |
| Marvel’s Agents of S.H.I.E.L.D. | 5       | 22       | 1. Dez. 2017                            | 18. Mai 2018  | ABC      | Jed Whedon, Maurissa Tancharoen & Jeffrey Bell |
| Marvel’s Agents of S.H.I.E.L.D. | 6       | 13       | 10. Mai 2019                            | 2. Aug. 2019  | ABC      | Jed Whedon, Maurissa Tancharoen & Jeffrey Bell |
| Marvel’s Agents of S.H.I.E.L.D. | 7       | 13       | 27. Mai 2020                            | 12. Aug. 2020 | ABC      | Jed Whedon, Maurissa Tancharoen & Jeffrey Bell |
| Marvel’s Agent Carter           | 1       | 8        | 6. Jan. 2015                            | 24. Feb. 2015 | ABC      | Tara Butters, Michele Fazekas & Chris Dingess  |
| Marvel’s Agent Carter           | 2       | 10       | 19. Jan. 2016                           | 1. März 2016  | ABC      | Tara Butters, Michele Fazekas & Chris Dingess  |
| Marvel’s Inhumans               | 1       | 8        | 31. Aug. 2017 (IMAX) 29. Sep. 2017 (TV) | 10. Nov. 2017 | ABC      | Scott Buck                                     |
| Die Defenders-Saga              |         |          |                                         |               |          |                                                |
| Marvel’s Daredevil              | 1       | 13       | 10. Apr. 2015                           | 10. Apr. 2015 | Netflix  | Steven S. DeKnight                             |
| Marvel’s Daredevil              | 2       | 13       | 18. März 2016                           | 18. März 2016 | Netflix  | Doug Petrie & Marco Ramirez                    |
| Marvel’s Daredevil              | 3       | 13       | 19. Okt. 2018                           | 19. Okt. 2018 | Netflix  | Erik Oleson                                    |
| Marvel’s Jessica Jones          | 1       | 13       | 20. Nov. 2015                           | 20. Nov. 2015 | Netflix  | Melissa Rosenberg                              |
| Marvel’s Jessica Jones          | 2       | 13       | 8. März 2018                            | 8. März 2018  | Netflix  | Melissa Rosenberg                              |
| Marvel’s Jessica Jones          | 3       | 13       | 14. Juni 2019                           | 14. Juni 2019 | Netflix  | Melissa Rosenberg & Scott Reynolds             |
| Marvel’s Luke Cage              | 1       | 13       | 30. Sep. 2016                           | 30. Sep. 2016 | Netflix  | Cheo Hodari Coker                              |
| Marvel’s Luke Cage              | 2       | 13       | 22. Juni 2018                           | 22. Juni 2018 | Netflix  | Cheo Hodari Coker                              |
| Marvel’s Iron Fist              | 1       | 13       | 17. März 2017                           | 17. März 2017 | Netflix  | Scott Buck                                     |
| Marvel’s Iron Fist              | 2       | 10       | 7. Sep. 2018                            | 7. Sep. 2018  | Netflix  | Raven Metzner                                  |
| Marvel’s The Defenders          | 1       | 8        | 18. Aug. 2017                           | 18. Aug. 2017 | Netflix  | Doug Petrie & Marco Ramirez                    |
| Marvel’s The Punisher           | 1       | 13       | 17. Nov. 2017                           | 17. Nov. 2017 | Netflix  | Steve Lightfoot                                |
| Marvel’s The Punisher           | 2       | 13       | 18. Jan. 2019                           | 18. Jan. 2019 | Netflix  | Steve Lightfoot                                |
| Young Adult                     |         |          |                                         |               |          |                                                |
| Marvel’s Runaways               | 1       | 10       | 21. Nov. 2017                           | 9. Jan. 2018  | Hulu     | Josh Schwartz & Stephanie Savage               |
| Marvel’s Runaways               | 2       | 13       | 21. Dez. 2018                           | 21. Dez. 2018 | Hulu     | Josh Schwartz & Stephanie Savage               |
| Marvel’s Runaways               | 3       | 10       | 13. Dez. 2019                           | 13. Dez. 2019 | Hulu     | Josh Schwartz & Stephanie Savage               |
| Marvel’s Cloak & Dagger         | 1       | 10       | 7. Juni 2018                            | 2. Aug. 2018  | Freeform | Joe Pokaski                                    |
| Marvel’s Cloak & Dagger         | 2       | 10       | 4. April 2019                           | 30. Mai 2019  | Freeform | Joe Pokaski                                    |
| Adventure into Fear             |         |          |                                         |               |          |                                                |
| Helstrom                        | 1       | 10       | 16. Okt. 2020                           | 16. Okt. 2020 | Hulu     | Paul Zbyszewski                                |

### Marvel Studios
Im September 2018 wurde bekannt gegeben, dass von Marvel Studios künftig auch Miniserien über bereits bekannte MCU-Figuren ohne geplante Solofilme, beispielsweise Loki und Scarlet Witch produziert werden, deren Veröffentlichung dann ausschließlich auf Disney+ geplant ist. Für die jeweiligen Miniserien, die intensiver an die Kinofilme aus dem MCU anknüpfen als die bisherigen Serien von Netflix oder Hulu, wurden die Hauptdarsteller der jeweiligen Kinofilme verpflichtet. Der Umfang der Serien liegt zwischen sechs und acht Episoden, das Budget pro Serie beträgt zwischen 100 und 150 Millionen US-Dollar. Bereits einen Monat später wurde bekannt, dass für den gleichen Streaming-Dienst ebenso eine gemeinsame Miniserie von Falcon und dem Winter Soldier produziert wird. Später wurde zudem eine Serie über Hawkeye bestätigt, in der dieser das Zepter an Kate Bishop übergibt. Die Serien wurden von Kevin Feige als Teil der vierten Phase angekündigt und haben zudem bedeutende Auswirkungen auf die Filme.| Blade Die Serie WandaVision wurde am 15. Januar 2021 als erste von den Marvel Studios eigenproduzierte Serie auf Disney+ veröffentlicht. Des Weiteren wurde mit What If…? die erste animierte Serie am 11. August veröffentlicht, die alternative Geschichten der MCU-Helden erzählt.
| Serie                                                                                    | Staffel | Episoden | Premiere           | Finale             | Hauptautor (Head Writer) |
| ---------------------------------------------------------------------------------------- | ------- | -------- | ------------------ | ------------------ | ------------------------ |
| Disney+-Serien                                                                           |         |          |                    |                    |                          |
| Phase vier                                                                               |         |          |                    |                    |                          |
| WandaVision                                                                              | 1       | 9        | 15. Jan. 2021      | 5. März 2021       | Jac Schaeffer            |
| The Falcon and the Winter Soldier                                                        | 1       | 6        | 19. März 2021      | 23. Apr. 2021      | Malcolm Spellman         |
| Loki                                                                                     | 1       | 6        | 9. Juni 2021       | 14. Juli 2021      | Michael Waldron          |
| What If…?                                                                                | 1       | 9        | 11. Aug. 2021      | 6. Okt. 2021       | A.C. Bradley             |
| Hawkeye                                                                                  | 1       | 6        | 24. Nov. 2021      | 22. Dez. 2021      | Jonathan Igla            |
| Moon Knight                                                                              | 1       | 6        | 30. März 2022      | 4. Mai 2022        | Jeremy Slater            |
| Ms. Marvel                                                                               | 1       | 6        | 8. Juni 2022       | 13. Juli 2022      | Bisha K. Ali             |
| Ich bin Groot (I Am Groot)                                                               | 1       | 5        | 10. Aug. 2022      | 10. Aug. 2022      | Kirsten Lepore           |
| She-Hulk: Die Anwältin (She-Hulk: Attorney at Law)                                       | 1       | 9        | 18. Aug. 2022      | 13. Okt. 2022      | Jessica Gao              |
| Phase fünf                                                                               |         |          |                    |                    |                          |
| Secret Invasion                                                                          | 1       | 6        | 21. Juni 2023      | 26. Juli 2023      | Kyle Bradstreet          |
| Ich bin Groot (I Am Groot)                                                               | 2       | 5        | 6. September 2023  | 6. September 2023  | Kirsten Lepore           |
| Loki                                                                                     | 2       | 6        | 5. Oktober 2023    | 9. November 2023   | Eric Martin              |
| What If…?                                                                                | 2       | 9        | 22. Dezember 2023  | 30. Dezember 2023  | A. C. Bradley            |
| What If…?                                                                                | 3       | 8        | 22. Dezember 2024  | 29. Dezember 2024  | A. C. Bradley            |
| Echo                                                                                     | 1       | 5        | 10. Januar 2024    | 10. Januar 2024    | Marion Dayre             |
| Agatha All Along                                                                         | 1       | 9        | 18. September 2024 | 30. Oktober 2024   | Jac Schaeffer            |
| Der freundliche Spider-Man aus der Nachbarschaft (Your Friendly Neighborhood Spider-Man) | 1       | 10       | 29. Januar 2025    | 19. Februar 2025   | Jeff Trammel             |
| Daredevil: Born Again                                                                    | 1       | 9        | 4. März 2025       | 16. April 2025     | Dario Scardapane         |
| Ironheart                                                                                | 1       | 6        | 24. Juni 2025      | 1. Juli 2025       | Chinaka Hodge            |
| Phase sechs                                                                              |         |          |                    |                    |                          |
| Eyes of Wakanda                                                                          | 1       | 4        | 1. August 2025     | 1. August 2025     | Todd Harris              |
| Marvel Zombies                                                                           | 1       | 4        | 24. September 2025 | 24. September 2025 | Zeb Wells                |
| Wonder Man                                                                               | 1       | 8        | Dezember 2025      |                    | Andrew Guest             |
| Unbekannte Phase                                                                         |         |          |                    |                    |                          |
| Unbetitelte Vision-Serie                                                                 | 1       |          | 2026               |                    | Terry Matalas            |
| Daredevil: Born Again                                                                    | 2       | 8        | 2026               |                    | Dario Scardapane         |
| Der freundliche Spider-Man aus der Nachbarschaft (Your Friendly Neighborhood Spider-Man) | 2       |          |                    |                    | Jeff Trammel             |

## Webserien
Marvel Studios veröffentlichte die Serie WHIH Newsfront in Zusammenarbeit mit Google. Die Serie ist eine Nachrichtensendung innerhalb des Marvel Cinematic Universe. Leslie Bibb ist erneut in ihrer Rolle als Reporterin Christine Everhart zu sehen. Die Serie Marvel’s Agents of S.H.I.E.L.D.: Slingshot wurde von Marvel Television in der Winterpause von Marvel’s Agents of S.H.I.E.L.D. Staffel 4 veröffentlicht. In der ersten Staffel der Serie The Daily Bugle ist J. K. Simmons wieder als J. Jonah Jameson zu sehen und präsentiert Neuigkeiten, die vorwiegend Bezug auf Spider-Man: Far From Home nehmen. In der zweiten Staffel moderiert Angourie Rice als Betty Brant als unbezahlte Praktikantin den TikTok-Kanal des Daily Bugle und nimmt dabei vorwiegend Bezug auf Spider-Man: No Way Home.
| Serie                                      | Staffeln | Episoden | Premiere           | Finale            | Plattform                                |
| ------------------------------------------ | -------- | -------- | ------------------ | ----------------- | ---------------------------------------- |
| WHIH Newsfront                             | 2        | 10       | 2. Juli 2015       | 3. Mai 2016       | YouTube                                  |
| Marvel’s Agents of S.H.I.E.L.D.: Slingshot | 1        | 6        | 13. Dezember 2016  | 13. Dezember 2016 | ABC.com                                  |
| The Daily Bugle                            | 2        | 25       | 25. September 2019 | 29. April 2022    | YouTube (Staffel 1+2) TikTok (Staffel 2) |

## Dokumentar-Serien
Im Dezember 2020 kündigte Marvel Studios die Serie Legends an. Jede Folge der Serie fasst den bisherigen Verlauf eines Schlüsselcharakters oder eines Schlüsselobjekts künftiger Marvel-Projekte pro Folge zusammen. Die Serie Gemeinsam Unbesiegbar wurde im Februar 2021 angekündigt. Diese Serie gibt nach Veröffentlichung eines Films oder Staffelfinale einer Serie einen Blick hinter die Kulissen. Die Serie Super Women of the MCU soll die Frauen vor und hinter der Kamera zeigen, die das MCU zum Leben erwecken.
| Serie                                             | Staffel | Episoden | Premiere         | Finale            |
| ------------------------------------------------- | ------- | -------- | ---------------- | ----------------- |
| Marvel Studios: Legends                           | 1       | 26       | 8. Januar 2021   | 23. November 2022 |
| Marvel Studios: Legends                           | 2       | 21+      | 10. Februar 2023 |                   |
| Marvel Studios: Gemeinsam Unbesiegbar (Assembled) | 1       | 23+      | 12. März 2021    |                   |
| Marvel Studios: Voices Rising                     | 1       | 3        | 28. Februar 2023 | 14. März 2023     |
| MPower                                            | 1       | 4        | 8. März 2023     | 8. März 2023      |

## Chronologie
Während es eine offizielle Zeitleiste der Ereignisse für die erste Phase gibt, werden zu späteren Phasen teilweise widersprüchliche Angaben gemacht. Kevin Feige sagte in einem Interview, dass sie zwar einen Plan haben, doch diesen den Geschichten der Filme anpassen. Laut seiner Aussage gibt es keinen detaillierten Plan, der die Spezifikationen der einzelnen Filme vorgibt. Im Oktober 2017 stellte Kevin Feige in Aussicht, dass sie irgendwann eine Zeitlinie veröffentlichen wollen, um Klarheit zu schaffen. Im April 2019 begannen die Regisseure Anthony und Joe Russo in den Tagen vor Kinostart ihres Filmes Avengers: Endgame die bisherigen MCU-Filme in chronologischer Reihenfolge zu listen. In Avengers: Endgame wurden zu diversen MCU-Handlungselementen offizielle Jahreszahlen eingeblendet: Marvel’s The Avengers spielt im Jahr 2012, Thor – The Dark Kingdom 2013, Guardians of the Galaxy 2014, Avengers: Infinity War und Avengers: Endgame 2018, wobei Endgame zudem im Jahr 2023 spielt.
| MCU                                                                  | Infinity-Saga (Phase 1–3)          | Multiverse-Saga (ab Phase 4)                |
| -------------------------------------------------------------------- | ---------------------------------- | ------------------------------------------- |
| Captain America: The First Avenger                                   | Captain America: The First Avenger |                                             |
| Marvel One-Shots: Agent Carter                                       |                                    |                                             |
| Captain Marvel                                                       | Captain Marvel                     |                                             |
| Iron Man                                                             | Iron Man                           |                                             |
| Iron Man 2                                                           | Iron Man 2                         |                                             |
| Der unglaubliche Hulk                                                | Der unglaubliche Hulk              |                                             |
| Marvel One-Shots: Etwas Lustiges geschah auf dem Weg zu Thors Hammer |                                    |                                             |
| Thor                                                                 | Thor                               |                                             |
| Marvel One-Shots: Der Berater                                        |                                    |                                             |
| Marvel’s The Avengers                                                | Marvel’s The Avengers              |                                             |
| Marvel One-Shots: Objekt 47                                          |                                    |                                             |
| Thor – The Dark Kingdom                                              | Thor – The Dark Kingdom            |                                             |
| Iron Man 3                                                           | Iron Man 3                         |                                             |
| Marvel One-Shots: Der Mandarin                                       |                                    |                                             |
| The Return of the First Avenger                                      | The Return of the First Avenger    |                                             |
| Guardians of the Galaxy                                              | Guardians of the Galaxy            |                                             |
| Guardians of the Galaxy Vol. 2                                       | Guardians of the Galaxy Vol. 2     |                                             |
| Ich bin Groot (Staffel 1)                                            |                                    | Ich bin Groot (Staffel 1)                   |
| Ich bin Groot (Staffel 2)                                            |                                    | Ich bin Groot (Staffel 2)                   |
| Marvel’s Daredevil (Staffel 1)                                       |                                    |                                             |
| Marvel’s Jessica Jones (Staffel 1)                                   |                                    |                                             |
| Avengers: Age of Ultron                                              | Avengers: Age of Ultron            |                                             |
| Ant-Man                                                              | Ant-Man                            |                                             |
| Marvel’s Daredevil (Staffel 2)                                       |                                    |                                             |
| Marvel’s Luke Cage (Staffel 1)                                       |                                    |                                             |
| Marvel’s Iron Fist (Staffel 1)                                       |                                    |                                             |
| Marvel’s The Defenders                                               |                                    |                                             |
| The First Avenger: Civil War                                         | The First Avenger: Civil War       |                                             |
| Black Widow                                                          |                                    | Black Widow                                 |
| Black Panther                                                        | Black Panther                      |                                             |
| Spider-Man: Homecoming                                               | Spider-Man: Homecoming             |                                             |
| Marvel’s The Punisher (Staffel 1)                                    |                                    |                                             |
| Doctor Strange                                                       | Doctor Strange                     |                                             |
| Marvel’s Jessica Jones (Staffel 2)                                   |                                    |                                             |
| Marvel’s Luke Cage (Staffel 2)                                       |                                    |                                             |
| Marvel’s Iron Fist (Staffel 2)                                       |                                    |                                             |
| Marvel’s Daredevil (Staffel 3)                                       |                                    |                                             |
| Thor: Tag der Entscheidung                                           | Thor: Tag der Entscheidung         |                                             |
| Marvel’s The Punisher (Staffel 2)                                    |                                    |                                             |
| Marvel’s Jessica Jones (Staffel 3)                                   |                                    |                                             |
| Ant-Man and the Wasp                                                 | Ant-Man and the Wasp               |                                             |
| Avengers: Infinity War                                               | Avengers: Infinity War             |                                             |
| Avengers: Endgame                                                    | Avengers: Endgame                  |                                             |
| Loki (Staffel 1)                                                     |                                    | Loki (Staffel 1)                            |
| What If…? (Staffel 1)                                                |                                    | What If…? (Staffel 1)                       |
| WandaVision                                                          |                                    | WandaVision                                 |
| Shang-Chi and the Legend of the Ten Rings                            |                                    | Shang-Chi and the Legend of the Ten Rings   |
| The Falcon and the Winter Soldier                                    |                                    | The Falcon and the Winter Soldier           |
| Spider-Man: Far From Home                                            | Spider-Man: Far From Home          |                                             |
| Eternals                                                             |                                    | Eternals                                    |
| Spider-Man: No Way Home                                              |                                    | Spider-Man: No Way Home                     |
| Doctor Strange in the Multiverse of Madness                          |                                    | Doctor Strange in the Multiverse of Madness |
| Hawkeye                                                              |                                    | Hawkeye                                     |
| Moon Knight                                                          |                                    | Moon Knight                                 |
| Black Panther: Wakanda Forever                                       |                                    | Black Panther: Wakanda Forever              |
| Echo                                                                 |                                    | Echo                                        |
| She-Hulk: Die Anwältin                                               |                                    | She-Hulk: Die Anwältin                      |
| Ms. Marvel                                                           |                                    | Ms. Marvel                                  |
| Thor: Love and Thunder                                               |                                    | Thor: Love and Thunder                      |
| Werewolf by Night                                                    |                                    | Werewolf by Night                           |
| The Guardians of the Galaxy Holiday Special                          |                                    | The Guardians of the Galaxy Holiday Special |
| Ant-Man and the Wasp: Quantumania                                    |                                    | Ant-Man and the Wasp: Quantumania           |
| Guardians of the Galaxy Vol. 3                                       |                                    | Guardians of the Galaxy Vol. 3              |
| Secret Invasion                                                      |                                    | Secret Invasion                             |
| The Marvels                                                          |                                    | The Marvels                                 |
| Loki (Staffel 2)                                                     |                                    | Loki (Staffel 2)                            |
| What If…? (Staffel 2)                                                |                                    | What If…? (Staffel 2)                       |
| Deadpool & Wolverine                                                 |                                    | Deadpool & Wolverine                        |
| Agatha All Along                                                     |                                    | Agatha All Along                            |
| What If…? (Staffel 3)                                                |                                    | What If…? (Staffel 3)                       |
| Daredevil: Born Again                                                |                                    | Daredevil: Born Again                       |

## Kontinuität
Marvel Studios konnte lange keine große Rücksicht auf die von Marvel Television produzierten Serien nehmen, da die Filme viel weiter im Voraus und im Geheimen geplant wurden. Aufgrund der Übernahme der Serienabteilung durch Marvel Studios unter Kevin Feige können nun besser übergreifende Handlungsstränge eingebunden werden.
- Verschiedene Zeitstrahlen im Marvel Cinematic Universe:
  - Die Serie Marvel’s Agents of S.H.I.E.L.D. spielt in Staffel 6 bis 7 in einem anderen Zeitstrahl.
  - Die Serie Marvel’s Runaways spielt in Staffel 3 teilweise in anderen Zeitstrahlen.
  - Durch die Zeitreisen in Avengers: Endgame wurden neue Zeitstrahlen erschaffen.[61]
  - In der Serie Loki wird die Geschichte Lokis erzählt, der in Avengers: Endgame mit dem Tesserakt entkam,[62] und das Konzept von Zeitstrahlen näher erklärt.
  - Die animierte Serie What If…? betrachtet verschiedene Zeitstrahlen.

## Einspielergebnisse
Das Gesamteinspielergebnis des Marvel Cinematic Universe beläuft sich auf über 32,2 Milliarden US-Dollar (Stand: 5. August 2025). An den Kinokassen erreichten zwei Filme der Reihe einen Umsatz von über zwei Milliarden US-Dollar, neun Filme nahmen jeweils über eine Milliarde Dollar ein und elf Filme spielten jeweils weniger als 500 Millionen Dollar ein.
Die drei umsatzstärksten Filme des MCU befinden sich unter den zehn weltweit erfolgreichsten Filmen. Dies sind, nach Erscheinungsdatum sortiert, Avengers: Infinity War auf Platz 6 (Stand: 19. April 2025), Avengers: Endgame auf Platz 2 (Stand: 19. April 2025) und Spider-Man: No Way Home auf Platz 7 (Stand: 19. April 2025). Avengers: Endgame belegte auf der Liste sogar zwischenzeitlich den ersten Platz.
| Film                                        | Veröffentlichung (Deutschland) | Einspielergebnisse in US-Dollar | Einspielergebnisse in US-Dollar | Einspielergebnisse in US-Dollar |
| Film                                        | Veröffentlichung (Deutschland) | USA/Kanada                      | D-A-CH-Raum                     | Weltweit                        |
| ------------------------------------------- | ------------------------------ | ------------------------------- | ------------------------------- | ------------------------------- |
| Iron Man                                    | 1. Mai 2008                    | 318,60 Mio.                     | 010,94 Mio.                     | 0.585,37 Mio.                   |
| Der unglaubliche Hulk                       | 10. Juli 2008                  | 134,81 Mio.                     | 003,46 Mio.                     | 0.264,77 Mio.                   |
| Iron Man 2                                  | 6. Mai 2010                    | 312,43 Mio.                     | 010,93 Mio.                     | 0.623,93 Mio.                   |
| Thor                                        | 28. Apr. 2011                  | 181,03 Mio.                     | 017,67 Mio.                     | 0.449,33 Mio.                   |
| Captain America: The First Avenger          | 18. Aug. 2011                  | 176,65 Mio.                     | 005,59 Mio.                     | 0.370,57 Mio.                   |
| Marvel’s The Avengers                       | 26. Apr. 2012                  | 623,36 Mio.                     | 034,00 Mio.                     | 1.518,81 Mio.                   |
| Iron Man 3                                  | 1. Mai 2013                    | 409,01 Mio.                     | 027,89 Mio.                     | 1.214,81 Mio.                   |
| Thor – The Dark Kingdom                     | 31. Okt. 2013                  | 206,36 Mio.                     | 022,92 Mio.                     | 0.644,78 Mio.                   |
| The Return of the First Avenger             | 27. Mär. 2014                  | 259,77 Mio.                     | 013,82 Mio.                     | 0.714,42 Mio.                   |
| Guardians of the Galaxy                     | 28. Aug. 2014                  | 333,18 Mio.                     | 027,13 Mio.                     | 0.772,78 Mio.                   |
| Avengers: Age of Ultron                     | 23. Apr. 2015                  | 459,01 Mio.                     | 038,00 Mio.                     | 1.402,81 Mio.                   |
| Ant-Man                                     | 23. Juli 2015                  | 180,20 Mio.                     | 007,23 Mio.                     | 0.519,31 Mio.                   |
| The First Avenger: Civil War                | 28. Apr. 2016                  | 408,08 Mio.                     | 026,41 Mio.                     | 1.153,30 Mio.                   |
| Doctor Strange                              | 27. Okt. 2016                  | 232,64 Mio.                     | 021,93 Mio.                     | 0.677,72 Mio.                   |
| Guardians of the Galaxy Vol. 2              | 27. Apr. 2017                  | 389,81 Mio.                     | 036,77 Mio.                     | 0.863,76 Mio.                   |
| Spider-Man: Homecoming                      | 13. Juli 2017                  | 334,20 Mio.                     | 015,27 Mio.                     | 0.880,17 Mio.                   |
| Thor: Tag der Entscheidung                  | 31. Okt. 2017                  | 315,06 Mio.                     | 024,01 Mio.                     | 0.853,98 Mio.                   |
| Black Panther                               | 15. Feb. 2018                  | 700,06 Mio.                     | 030,07 Mio.                     | 1.346,91 Mio.                   |
| Avengers: Infinity War                      | 26. April 2018                 | 678,82 Mio.                     | 056,64 Mio.                     | 2.048,36 Mio.                   |
| Ant-Man and the Wasp                        | 26. Juli 2018                  | 216,65 Mio.                     | 012,20 Mio.                     | 0.622,67 Mio.                   |
| Captain Marvel                              | 7. Mär. 2019                   | 426,83 Mio.                     | 031,33 Mio.                     | 1.128,27 Mio.                   |
| Avengers: Endgame                           | 24. Apr. 2019                  | 858,37 Mio.                     | 081,41 Mio.                     | 2.797,80 Mio.                   |
| Spider-Man: Far From Home                   | 4. Juli 2019                   | 390,53 Mio.                     | 025,20 Mio.                     | 1.131,93 Mio.                   |
| Black Widow                                 | 8. Juli 2021                   | 183,65 Mio.                     | 012,12 Mio.                     | 0.379,75 Mio.                   |
| Shang-Chi and the Legend of the Ten Rings   | 2. Sep. 2021                   | 224,54 Mio.                     | 012,32 Mio.                     | 0.432,24 Mio.                   |
| Eternals                                    | 3. Nov. 2021                   | 164,87 Mio.                     | 012,02 Mio.                     | 0.402,06 Mio.                   |
| Spider-Man: No Way Home                     | 17. Dez 2021                   | 804,79 Mio.                     | 062,55 Mio.                     | 1.901,23 Mio.                   |
| Doctor Strange in the Multiverse of Madness | 5. Mai 2022                    | 411,33 Mio.                     | 031,61 Mio.                     | 0.955,78 Mio.                   |
| Thor: Love and Thunder                      | 6. Juli 2022                   | 343,26 Mio.                     | 025,81 Mio.                     | 0.760,93 Mio.                   |
| Black Panther: Wakanda Forever              | 9. Nov. 2022                   | 427,36 Mio.                     | 022,68 Mio.                     | 0.801,16 Mio.                   |
| Ant-Man and the Wasp: Quantumania           | 15. Feb. 2023                  | 214,50 Mio.                     | 014,06 Mio.                     | 0.476,07 Mio.                   |
| Guardians of the Galaxy Vol. 3              | 3. Mai 2023                    | 359,00 Mio.                     | 032,37 Mio.                     | 0.845,56 Mio.                   |
| The Marvels                                 | 7. Nov. 2023                   | 084,50 Mio.                     | 006,88 Mio.                     | 0.206,14 Mio.                   |
| Deadpool & Wolverine                        | 24. Juli 2024                  | 636,75 Mio.                     | 053,69 Mio.                     | 1.337,80 Mio.                   |
| Captain America: Brave New World            | 13. Februar 2025               | 201,00 Mio.                     | 012,79 Mio.                     | 415,10 Mio.                     |
| Thunderbolts*                               | 30. April 2025                 | 186,49 Mio.                     | 011,05 Mio.                     | 374,59 Mio.                     |
| The Fantastic Four: First Steps             | 24. Juli 2025                  | 197,12 Mio.                     | 07,72 Mio.                      | 367,41 Mio.                     |
| Gesamt                                      | Gesamt                         | 12.984,14 Mio.                  | 1.085,01 Mio.                   | 32.242,37 Mio.                  |

## Comics
Neben den Filmen und Serien werden auch sogenannte Tie-in-Comics veröffentlicht, welche von einer Vielzahl von Personen geschrieben werden und als Adaption, Vorgeschichte oder Handlung an die jeweiligen Filme und Serien aus dem MCU anknüpfen. Im Gegensatz zu den englischen Ausgaben werden die Comics in Deutschland zumeist später als Alben verkauft, die mehrere Storys beinhalten.

## Bücher
Zum Marvel Cinematic Universe wurden verschiedene Bücher herausgebracht. Einige mit exklusiven Hintergrundinformationen, einige als Nacherzählung des entsprechenden Films.

## Musik

### Film-Soundtracks
| Titel                                                                                   | Veröffentlichung (USA) | Länge  | Komponist                        | Label                             |
| --------------------------------------------------------------------------------------- | ---------------------- | ------ | -------------------------------- | --------------------------------- |
| Iron Man: Original Motion Picture Soundtrack                                            | 6. Mai 2008            | 54:14  | Ramin Djawadi                    | Lionsgate Records                 |
| The Incredible Hulk: Original Motion Picture Score                                      | 13. Juni 2008          | 110:55 | Craig Armstrong                  | Marvel Music                      |
| Iron Man 2 (Soundtrack)                                                                 | 19. Apr. 2010          | 60:15  | AC/DC                            | Columbia Records                  |
| Iron Man 2: Original Motion Picture Score                                               | 20. Juli 2010          | 72:01  | John Debney                      | Columbia Records, Marvel Music    |
| Thor (Soundtrack)                                                                       | 3. Mai 2011            | 71:53  | Patrick Doyle                    | Buena Vista Records, Marvel Music |
| Captain America: The First Avenger – Original Motion Picture Soundtrack                 | 19. Juli 2011          | 71:53  | Alan Silvestri                   | Buena Vista Records, Marvel Music |
| The Avengers (Original Motion Picture Soundtrack)                                       | 1. Mai 2012            | 64:25  | Alan Silvestri                   | Hollywood Records                 |
| Avengers Assemble (Music from and Inspired by the Motion Picture)                       | 1. Mai 2012            | 77:00  | Verschiedene Künstler            | Hollywood Records                 |
| Iron Man 3 (Original Motion Picture Soundtrack)                                         | 30. Apr. 2013          | 75:53  | Brian Tyler                      | Hollywood Records, Marvel Music   |
| Iron Man 3: Heroes Fall (Music Inspired by the Motion Picture)                          | 30. Apr. 2013          | 71:26  | Verschiedene Künstler            | Hollywood Records, Marvel Music   |
| Thor: The Dark World (Original Motion Picture Soundtrack)                               | 12. Nov. 2013          | 77:11  | Brian Tyler                      | Hollywood Records, Marvel Music   |
| Captain America: The Winter Soldier (Original Motion Picture Soundtrack)                | 1. Apr. 2014           | 74:32  | Henry Jackman                    | Hollywood Records, Marvel Music   |
| Guardians of the Galaxy (Original Score)                                                | 29. Juli 2014          | 64:34  | Tyler Bates                      | Hollywood Records, Marvel Music   |
| Guardians of the Galaxy: Awesome Mix Vol. 1 (Original Motion Picture Soundtrack)        | 29. Juli 2014          | 44:35  | Verschiedene Künstler            | Hollywood Records, Marvel Music   |
| Marvel’s Avengers: Age of Ultron (Original Motion Picture Soundtrack)                   | 28. Apr. 2015          | 77:26  | Brian Tyler, Danny Elfman        | Hollywood Records, Marvel Music   |
| Ant-Man (Original Motion Picture Soundtrack)                                            | 17. Juli 2015          | 65:20  | Christophe Beck                  | Hollywood Records, Marvel Music   |
| Captain America: Civil War (Original Motion Picture Soundtrack)                         | 6. Mai 2016            | 69:09  | Henry Jackman                    | Hollywood Records, Marvel Music   |
| Doctor Strange (Original Motion Picture Soundtrack)                                     | 21. Okt. 2016          | 66:28  | Michael Giacchino                | Hollywood Records, Marvel Music   |
| Guardians of the Galaxy Vol. 2 (Original Score)                                         | 21. Apr. 2017          | 43:34  | Tyler Bates                      | Hollywood Records, Marvel Music   |
| Guardians of the Galaxy Vol. 2: Awesome Mix Vol. 2 (Original Motion Picture Soundtrack) | 21. Apr. 2017          | 51:59  | Verschiedene Künstler            | Hollywood Records, Marvel Music   |
| Spider-Man: Homecoming (Original Motion Picture Soundtrack)                             | 7. Juli 2017           | 66:40  | Michael Giacchino                | Sony Music Masterworks            |
| Thor: Ragnarok (Original Motion Picture Soundtrack)                                     | 20. Okt. 2017          | 72:52  | Mark Mothersbaugh                | Hollywood Records, Marvel Music   |
| Black Panther: The Album                                                                | 9. Feb. 2018           | 49:19  | Verschiedene Künstler            | Interscope Records                |
| Black Panther (Original Score)                                                          | 16. Feb. 2018          | 95:07  | Ludwig Göransson                 | Hollywood Records, Marvel Music   |
| Avengers: Infinity War (Original Motion Picture Soundtrack)                             | 27. Apr. 2018          | 71:36  | Alan Silvestri                   | Hollywood Records, Marvel Music   |
| Ant-Man and the Wasp (Original Motion Picture Soundtrack)                               | 6. Juli 2018           | 56:13  | Christophe Beck                  | Hollywood Records, Marvel Music   |
| Captain Marvel (Original Motion Picture Soundtrack)                                     | 8. März 2019           | 67:28  | Pınar Toprak                     | Hollywood Records, Marvel Music   |
| Avengers: Endgame (Original Motion Picture Soundtrack)                                  | 26. Apr. 2019          | 116:52 | Alan Silvestri                   | Hollywood Records, Marvel Music   |
| Spider-Man: Far From Home (Original Motion Picture Soundtrack)                          | 28. Juni 2019          | 79:44  | Michael Giacchino                | Sony Classical Records            |
| Meredith Quill’s Complete Awesome Mix                                                   | 20. Apr. 2020          | 234:50 | Verschiedene Künstler            | James Gunn                        |
| Black Widow (Original Motion Picture Soundtrack)                                        | 9. Juli 2021           | 79:47  | Lorne Balfe                      | Hollywood Records, Marvel Music   |
| Shang-Chi and the Legend of the Ten Rings (Original Motion Picture Soundtrack)          | 9. Juli 2021           | 68:16  | Joel P. West                     | Hollywood Records, Marvel Music   |
| Eternals (Original Motion Picture Soundtrack)                                           | 3. Nov. 2021           | 68:17  | Ramin Djawadi                    | Hollywood Records, Marvel Music   |
| Spider-Man: No Way Home (Original Motion Picture Soundtrack)                            | 17. Dez. 2021          | 73:53  | Michael Giacchino                | Sony Classical Records            |
| Doctor Strange in the Multiverse of Madness (Original Motion Picture Soundtrack)        | 4. Mai 2022            | 79:26  | Danny Elfman                     | Hollywood Records, Marvel Music   |
| Thor: Love and Thunder (Original Motion Picture Soundtrack)                             | 6. Juli 2022           | 59:03  | Michael Giacchino & Nami Melumad | Hollywood Records, Marvel Music   |
| Black Panther: Wakanda Forever Prologue                                                 | 25. Juli 2022          | 9:33   | Tems, Amaarae & Santa Fe Klan    | Marvel Music                      |
| Black Panther: Wakanda Forever (Music From and Inspired By)                             | 4. Nov. 2022           | 62:45  | Verschiedene Künstler            | Hollywood Records, Marvel Music   |
| Black Panther: Wakanda Forever (Original Score)                                         | 11. Nov. 2022          | 73:00  | Ludwig Göransson                 | Hollywood Records, Marvel Music   |
| Ant-Man and The Wasp: Quantumania (Original Motion Picture Soundtrack)                  | 15. Feb. 2023          | 60:14  | Christophe Beck                  | Hollywood Records, Marvel Music   |
| Guardians of the Galaxy Vol. 3: Awesome Mix Vol. 3                                      | 3. Apr. 2023           | 65:13  | Verschiedene Künstler            | Hollywood Records, Marvel Music   |
| Guardians of the Galaxy Vol. 3 (Original Score)                                         | 3. Mai 2023            | 63:00  | John Murphy                      | Hollywood Records, Marvel Music   |
| The Marvels (Original Motion Picture Soundtrack)                                        | 8. Nov. 2023           | 75:00  | Laura Karpman                    | Hollywood Records, Marvel Music   |
| Deadpool & Wolverine (Original Motion Picture Soundtrack)                               | 24. Jul. 2024          | 59:51  | Verschiedene Künstler            | Hollywood Records, Marvel Music   |
| Deadpool & Wolverine (Original Score)                                                   | 24. Jul. 2024          | 66:51  | Rob Simonsen                     | Hollywood Records, Marvel Music   |
| Captain America: Brave New World (Original Motion Picture Soundtrack)                   | 12. Feb. 2025          | 72:07  | Laura Karpman                    | Hollywood Records, Marvel Music   |
| Thunderbolts* (Original Motion Picture Soundtrack)                                      | 30. Apr. 2025          | 54:11  | Son Lux                          | Hollywood Records, Marvel Music   |

### Serien-Soundtracks
| Titel                                                            | Veröffentlichung (USA) | Länge | Komponist                                             | Label                           |
| ---------------------------------------------------------------- | --- | --- | ----------------------------------------------------- | ------------------------------- |
| Daredevil (Original Soundtrack Album)                            | 28. Aug. 2015 | 41:45 | John Paesano                                          | Hollywood Records, Marvel Music |
| Marvel’s Agents of S.H.I.E.L.D. (Original Soundtrack Album)      | 4. Sep. 2015 | 77:52 | Bear McCreary                                         | Hollywood Records, Marvel Music |
| Marvel’s Agent Carter: Season 1 (Original Television Soundtrack) | 11. Dez. 2015 | 65:31 | Christopher Lennertz                                  | Hollywood Records, Marvel Music |
| Jessica Jones (Original Soundtrack)                              | 3. Juni 2016 | 59:53 | Bear McCreary                                         | Hollywood Records, Marvel Music |
| Daredevil: Season 2 (Original Soundtrack Album)                  | 15. Juli 2016 | 50:49 | John Paesano                                          | Hollywood Records, Marvel Music |
| Luke Cage (Original Soundtrack Album)                            | 7. Okt. 2016 | 95:09 | Adrian Younge, Ali Shaheed Muhammad                   | Hollywood Records, Marvel Music |
| Iron Fist (Original Soundtrack)                                  | 7. März 2017 | 62:00 | Trevor Morris                                         | Hollywood Records, Marvel Music |
| The Defenders (Original Soundtrack Album)                        | 17. Aug. 2017 | 49:15 | John Paesano                                          | Hollywood Records, Marvel Music |
| The Punisher (Original Soundtrack)                               | 17. Okt. 2017 | 42:52 | Tyler Bates                                           | Hollywood Records, Marvel Music |
| Runaways (Original Soundtrack)                                   | 12. Jan. 2018 | 50:10 | Verschiedene Künstler                                 | Hollywood Records, Marvel Music |
| Runaways (Original Score)                                        | 26. Jan. 2018 | 44:57 | Siddhartha Khosla                                     | Hollywood Records, Marvel Music |
| Jessica Jones: Season 2 (Original Soundtrack)                    | 16. März 2018 | 51:75 | Sean Callery                                          | Hollywood Records, Marvel Music |
| Cloak & Dagger (Original Television Series Soundtrack)           | 8. Juni 2018 | 41:25 | Mark Isham                                            | Hollywood Records, Marvel Music |
| Luke Cage: Season 2 (Original Soundtrack Album)                  | 22. Juni 2018 | 90:21 | Adrian Younge, Ali Shaheed Muhammad                   | Hollywood Records, Marvel Music |
| Cloak & Dagger (Original Score)                                  | 6. Juli 2018 | 61:20 | Mark Isham                                            | Hollywood Records, Marvel Music |
| Iron Fist: Season 2 (Original Soundtrack)                        | 7. Sep. 2018 | 39:12 | Robert Lydecker                                       | Hollywood Records, Marvel Music |
| Daredevil: Season 3 (Original Soundtrack Album)                  | 19. Okt. 2018 | 75:03 | John Paesano                                          | Hollywood Records, Marvel Music |
| The Punisher: Season 2 (Original Soundtrack)                     | 18. Jan. 2019 | 51:52 | Tyler Bates                                           | Hollywood Records, Marvel Music |
| Cloak & Dagger: Season 2 (Original Score)                        | 3. Mai 2019 | 49:24 | Mark Isham                                            | Hollywood Records, Marvel Music |
| Cloak & Dagger: Season 2 (Original Television Series Soundtrack) | 24. Mai 2019 | 42:41 | Verschiedene Künstler                                 | Hollywood Records, Marvel Music |
| Jessica Jones: Season 3 (Original Soundtrack)                    | 19. Juli 2019 | 57:51 | Sean Callery                                          | Hollywood Records, Marvel Music |
| Helstrom: Official Playlist                                      | 5. Okt. 2020 | 56:54 | Verschiedene Künstler                                 | Hulu                            |
| WandaVision (Original Soundtrack)                                | Episode 1: 22. Jan. 2021 Episode 2: 22. Jan. 2021 Episode 3: 29. Jan. 2021 Episode 4: 05. Feb. 2021 Episode 5: 12. Feb. 2021 Episode 6: 19. Feb. 2021 Episode 7: 26. Feb. 2021 Episode 8: 05. Mär. 2021 Episode 9: 12. Mär. 2021 | Episode 1: 09:18 Episode 2: 07:41 Episode 3: 09:12 Episode 4: 09:18 Episode 5: 09:16 Episode 6: 13:19 Episode 7: 13:18 Episode 8: 10:32 Episode 9: 13:36 | Kristen Anderson-Lopez, Robert Lopez, Christophe Beck | Hollywood Records, Marvel Music |
| The Falcon and The Winter Soldier (Original Soundtrack)          | Volume 1: 09. Apr. 2021 Volume 2: 30. Apr. 2021 | Volume 1: 59:08 Volume 2: 60:33 | Henry Jackman                                         | Hollywood Records, Marvel Music |
| Loki (Original Soundtrack)                                       | Volume 1: 02. Juli 2021 Volume 2: 23. Juli 2021 | Volume 1: 49:41 Volume 2: 66:17 | Natalie Holt                                          | Hollywood Records, Marvel Music |
| What If…? (Original Soundtrack)                                  | Episode 1: 13. Aug. 2021 Episode 2: 23. Aug. 2021 Episode 3: 27. Aug. 2021 Episode 4: 03. Sep. 2021 Episode 5: 10. Sep. 2021 Episode 6: 17. Sep. 2021 Episode 7: 24. Sep. 2021 Episode 8: 01. Okt. 2021 Episode 9: 08. Okt. 2021 | Episode 1: 23:48 Episode 2: 22:35 Episode 3: 25:02 Episode 4: 30:15 Episode 5: 24:52 Episode 6: 20:57 Episode 7: 21:48 Episode 8: 21:19 Episode 9: 30:21 | Laura Karpman                                         | Hollywood Records, Marvel Music |
| Hawkeye (Original Soundtrack)                                    | Volume 1: 10. Dez. 2021 Volume 2: 22. Dez. 2021 | Volume 1: 47:23 Volume 2: 53:45 | Christophe Beck, Michael Paraskevas                   | Hollywood Records, Marvel Music |
| Moon Knight (Original Soundtrack)                                | 27. Apr. 2022 | 85:22 | Hesham Nazih                                          | Hollywood Records, Marvel Music |
| Ms. Marvel (Original Soundtrack)                                 | Volume 1: 22. Jun. 2022 Volume 2: 13. Juli 2022 | Volume 1: 49:29 Volume 2: 87:54 | Laura Karpman                                         | Hollywood Records, Marvel Music |
| I Am Groot                                                       | 5. Aug. 2022 | 3:23 | Daniele Luppi                                         | Hollywood Records, Marvel Music |
| She-Hulk: Attorney at Law (Original Soundtrack)                  | Volume 1: 15. Sep. 2022 Volume 2: 19. Okt. 2022 | Volume 1: 52:14 Volume 2: 60:02 | Amie Doherty                                          | Hollywood Records, Marvel Music |
| Secret Invasion (Original Soundtrack)                            | Volume 1: 12. Jul. 2023 Volume 2: 04. Aug. 2023 | Volume 1: 47:00 Volume 2: 54:00 | Kris Bowers                                           | Hollywood Records, Marvel Music |
| I Am Groot: Season 2                                             | 6. Sep. 2023 | 4:59 | Daniele Luppi                                         | Hollywood Records, Marvel Music |
| Loki: Season 2 (Original Soundtrack)                             | Volume 1: 27. Okt. 2023 Volume 2: 17. Nov. 2023 | Volume 1: 51:53 Volume 2: 69:34 | Natalie Holt                                          | Hollywood Records, Marvel Music |
| What If…?: Season 2 (Original Soundtrack)                        | 5. Jan. 2024 | 32:24 | Laura Karpman Nora Kroll-Rosenbaum                    | Hollywood Records, Marvel Music |
| Echo (Original Soundtrack)                                       | 12. Jan. 2024 | 77:00 | Dave Porter                                           | Hollywood Records, Marvel Music |
| Your Friendly Neighborhood Spider-Man (Original Soundtrack)      | 21. Feb. 2025 | 69:08 | Leo Birenberg Zach Robinson                           | Hollywood Records, Marvel Music |
| Daredevil: Born Again (Original Soundtrack)                      | Volume 1: 28. Mär. 2025 Volume 2: 18. Apr. 2025 | Volume 1: 37:41 Volume 2: 47:34 | Andy Grush Taylor Newton Stewart                      | Hollywood Records, Marvel Music |

### Special Presentation-Soundtracks
| Titel                                                             | Veröffentlichung (USA) | Länge | Komponist         | Label                           |
| ----------------------------------------------------------------- | ---------------------- | ----- | ----------------- | ------------------------------- |
| Werewolf by Night (Original Soundtrack)                           | 7. Okt. 2022           | 41:25 | Michael Giacchino | Hollywood Records, Marvel Music |
| The Guardians of the Galaxy Holiday Special (Original Soundtrack) | 25. Nov. 2022          | 22:43 | John Murphy       | Hollywood Records, Marvel Music |

### Singles
| Titel                            | Veröffentlichung (USA) | Länge | Künstler                                        | Label                                                               |
| -------------------------------- | ---------------------- | ----- | ----------------------------------------------- | ------------------------------------------------------------------- |
| Live to Rise                     | 17. Apr. 2012          | 4:40  | Soundgarden                                     | Hollywood Records, Marvel Music                                     |
| Watcha Gonna Do (It’s Up to You) | 18. März 2016          | 3:51  | Enver Gjokaj, Hayley Atwell                     | Hollywood Records, Marvel Music                                     |
| Bulletproof Love                 | 30. Sep. 2016          | 2:12  | Adrian Younge, Ali Shaheed Muhammad, Method Man | Hollywood Records, Marvel Music                                     |
| All the Stars                    | 4. Jan. 2018           | 3:56  | Kendrick Lamar, SZA                             | Top Dawg Entertainment, Aftermath Entertainment, Interscope Records |
| King’s Dead                      | 11. Jan. 2018          | 3:50  | Jay Rock, Kendrick Lamar, Future, James Blake   | Top Dawg Entertainment, Aftermath Entertainment, Interscope Records |
| Pray for Me                      | 2. Feb. 2018           | 3:31  | The Weeknd, Kendrick Lamar                      | Top Dawg Entertainment, Aftermath Entertainment, Interscope Records |
| Lift Me Up                       | 28. Okt. 2022          | 3:16  | Rihanna                                         | Hollywood Records                                                   |

## Wissenswertes
- Die Interaktionsmuster der Marvel-Charaktere weisen überraschend große Ähnlichkeiten zu Beziehungen in realen sozialen Netzwerken auf.[101]
- Die chronologisch korrekte Reihenfolge des MCU ist nicht zwingend gleich der Reihenfolge der Veröffentlichung der jeweiligen Filme. Zum Beispiel spielt der Film Captain Marvel nach Captain America: The First Avenger und Großteils vor dem ersten Teil von Iron Man.[60]
- Der Erfinder vieler der Charaktere, Stan Lee, hat in den ersten 22 Kinofilmen einen Cameo-Auftritt.[102] In den Serien Marvel’s Agents of S.H.I.E.L.D., Marvel’s Agent Carter und Marvel’s Runaways tritt er auch auf, wobei er in den Netflix-Serien lediglich, als Polizist verkleidet, auf einem Foto im Hintergrund zu sehen ist. In der Serie Loki wird er als Richter auf einem Wandbild im Gerichtssaal der TVA dargestellt.
  - In Guardians of the Galaxy Vol. 2 wird enthüllt, dass er im Auftrag der mächtigen außerirdischen Spezies der Watchers, universal relevante Ereignisse auf der Erde dokumentiert, was es ihm erlaubt, in verschiedenen Zeitepochen aufzutauchen. Der Cameo hat jedoch hauptsächlich einen Unterhaltungszweck und keine große Bedeutung.
- Da Kevin Feige ein großer Fan von Star Wars ist, wurde in allen sechs Filmen der zweiten Phase eine Anspielung auf Das Imperium schlägt zurück, dem zweiten Teil der Star-Wars-Originaltrilogie, versteckt. Eine Filmfigur verliert, wie einst Luke Skywalker, eine Hand oder einen Arm, so Aldrich Killian in Iron Man 3, Thor in Thor – The Dark Kingdom, Bucky Barnes in The Return of the First Avenger, Groot und Nebula in Guardians of the Galaxy, Ulysses Klaue in Avengers: Age of Ultron und Darren Cross in Ant-Man, sowie Phil Coulson in Marvel’s Agents of S.H.I.E.L.D.[103] Das Gleiche passiert einer Version von Loki in der Serie Loki.
- Durch den großen Erfolg des MCU hat der Marvel-Konkurrent DC Comics begonnen, ein eigenes Filmuniversum aufzubauen.[104]
- Das Filmstudio Sony erhielt bereits Ende der 1990er Jahre von Marvel-CEO Isaac Perlmutter die Gelegenheit, ihr eigenes Filmuniversum zu gründen und für 25 Mio. Dollar die Filmrechte aller Marvel-Helden zu kaufen; schlug dieses Angebot aber aus. Sony war der Meinung, dass niemand die Marvel-Helden sehen wolle und sicherte sich lediglich die Rechte an Spider-Man.[105]
  - Im Frühjahr 2015 konnten sich Disney, Sony und Marvel Studios auf einen Deal einigen, indem sie sich die Filmrechte teilten und somit im gegenseitigen Einvernehmen fünf Filme für das MCU mit einem Auftritt von Spider-Man produziert werden durften: The First Avenger: Civil War, Spider-Man: Homecoming, Avengers: Infinity War, Avengers: Endgame und Spider-Man: Far From Home.[106] Nachdem man sich im Jahr 2019 nach der Veröffentlichung von Spider-Man: Far From Home nicht über eine Fortsetzung der Zusammenarbeit einigen konnte, gingen die Rechte wieder im vollen Umfang an Sony, weshalb ein weiterer Auftritt von Spider-Man im MCU nur mit einer neuen Einigung möglich wäre.[107][108] Diese wurde Ende September 2019 erzielt und beinhaltet, dass Spider-Man einen dritten Solofilm bekommt sowie in einem weiteren MCU-Film auftreten darf.[109] Zwischenzeitlich begann Sony im Oktober 2018 mit Venom sein eigenes Filmuniversum, welches als Sony’s Spider-Man Universe bekannt ist und auf mehreren Charakteren der Spider-Man Comics basiert.[110] Zum Teil werden die darin enthaltenen Filme Referenzen zum MCU aufweisen, wobei das MCU aber keinen Bezug auf die Filme von Sony nimmt.
- Folgende MCU-Filme sind in der IMDb-Top 250 Charts vertreten: Avengers: Infinity War auf Platz 63, Avengers: Endgame auf Platz 79 und Spider-Man: No Way Home auf Platz 172. (Stand: 11. Februar 2024)[111]
- Im Jahr 2019 erschien auf ZDFinfo der Dokumentarfilm Marvel – Imperium der Superhelden, welcher den Aufstieg und Fall von Marvel Comics, sowie den Erfolg des Marvel Cinematic Universe durch die gewagte Gründung der Marvel Studios behandelt.